# Иванов, Василий Тимофеевич (протоиерей)
Василий Тимофеевич Иванов (1864, слобода Рыбинские Буды, Курская губерния — 6 мая 1938, Краснодар) — священнослужитель Русской Православной Церкви, протоиерей, последний ректор Ставропольской духовной семинарии до её закрытия в 1920 году, преподаватель.

## Биография
Василий Иванов родился в 1864 году, уроженец слободы Рыбинские Буды (ныне — Обоянского района Курской области).
Окончил Курскую духовную семинарию, затем работал учителем в Обоянском духовном училище.
В 1887 поступил, а в 1891 году окончил Киевскую духовную академию.
С 1902 по 1906 год преподавал в Тамбовской духовной семинарии.
С 1906 по 8 мая 1915 года — инспектор Курского епархиального училища. Также занимал должность законоучителя.
С мая 1915 по май 1920 года — ректор Ставропольской Духовной Семинарии.
После закрытия семинарии 18 мая 1920 года проживал за штатом в городе Ейске Краснодарского края.
В городе Ейск служил в Соборной церкви до 1930 года, ушел по болезни, был инсульт. (рассказал его сын, Михаил, 1905-1996 )
5 февраля 1938 года был арестован по обвинению в участии в контрреволюционной повстанческой группе.
Умер в тюрьме города Краснодара от туберкулеза легких 6 мая 1938 года.
Реабилитирован 2 октября 1991 года. Место захоронения не известно.

## Награды
- Орден Святой Анны 2 степени (1914).